# 2004年广州国际女子网球公开赛
2004年金剑南杯广州国际女子网球公开赛是一项在室外硬地球場举行的网球锦标赛。这是广州国际女子网球公开赛的首届比赛，也是2004年WTA巡回赛的一项三级赛事。该赛事于2004年9月25日至10月3日在中国广州芳村体育中心举行。本届锦标赛的总奖金为170,000美元。  

## 决赛情况
| 项目 | 冠军        | 亚军        | 比分     |
| ---- | ----------- | ----------- | -------- |
| 单打 | 李娜        | 玛蒂娜·舒查 | 6–3, 6–4 |
| 双打 | 李婷 孙甜甜 | 杨舒静 于莹 | 6–4, 6–1 |